# Гре-ла-Виль
Гре-ла-Виль (фр. Gray-la-Ville) — коммуна во Франции, находится в регионе Франш-Конте. Департамент — Верхняя Сона. Входит в состав кантона Гре. Округ коммуны — Везуль.
Код INSEE коммуны — 70280.

## География
Коммуна расположена приблизительно в 290 км к юго-востоку от Парижа, в 45 км северо-западнее Безансона, в 50 км к юго-западу от Везуля.
По территории коммуны протекает река Сона.

## Население
Население коммуны на 2010 год составляло 977 человек.
| 1962 | 1968 | 1975 | 1982 | 1990 | 1999 | 2010 |
| ---- | ---- | ---- | ---- | ---- | ---- | ---- |
| 628  | 757  | 969  | 973  | 1064 | 1034 | 977  |

## Администрация
| Период | Период | Фамилия    | Партия | Примечания |
| ------ | ------ | ---------- | ------ | ---------- |
| 2001   | 2008   | Анни Пайе  |        |            |
| 2008   | 2014   | Иван Гиньо |        |            |

## Экономика
В 2010 году среди 567 человек трудоспособного возраста (15—64 лет) 409 были экономически активными, 158 — неактивными (показатель активности — 72,1 %, в 1999 году было 67,3 %). Из 409 активных жителей работали 367 человек (184 мужчины и 183 женщины), безработных было 42 (17 мужчин и 25 женщин). Среди 158 неактивных 50 человек были учениками или студентами, 80 — пенсионерами, 28 были неактивными по другим причинам.

## Фотогалерея

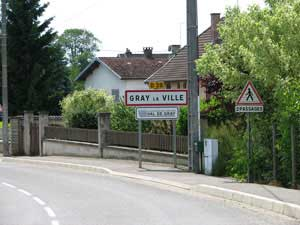
Гре-ла-Виль
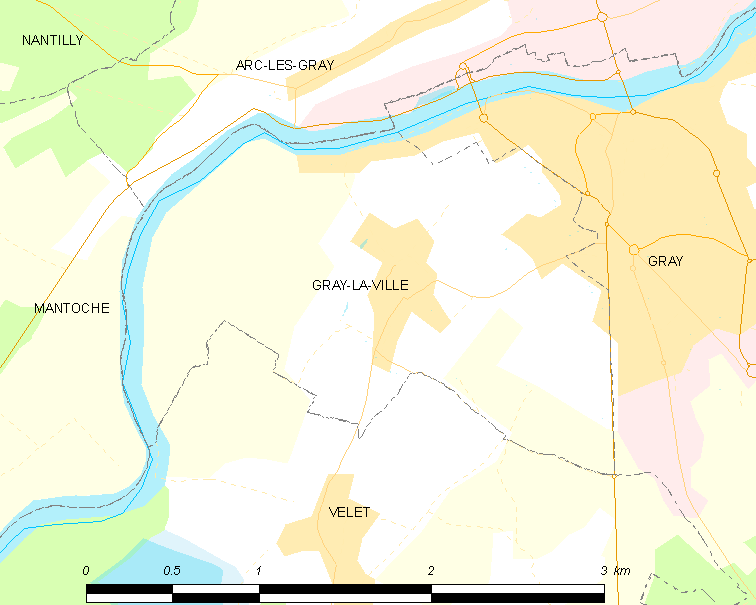
Карта коммуны